# 緒方チューリップフェスタ
緒方チューリップフェスタ（おがたチューリップフェスタ）は、大分県豊後大野市緒方町の原尻の滝・道の駅原尻の滝周辺で毎年4月に開催されている催事である。1992年（平成4年）に始められ、2016年（平成28年）で24回目を数えている。
稲作が終わった水田にチューリップを植えて、その開花期である4月に開催される。フェスタが終わると、田植えが行われる。原尻の滝付近に偶然植えられていたチューリップがヒントとなって始められたとも言われ、2016年（平成28年）には100種約40万本のチューリップが植えられた。また、2016年（平成28年）には夜間のライトアップが初めて行われている。

## 交通
- JR九州豊肥本線緒方駅から車で約10分
  - 期間中の土曜日・日曜日は臨時駐車場から会場までシャトルバスが運行される[3]。